# Посърналият април
„Посърналият април“ е роман на албанския писател Исмаил Кадаре с оригинално заглавие „Prilli i Thyer“. Романът излиза за първи път през 1978 г. на албански език. Счита се за едно от най-значимите произведения на съвременната албанска литература. Основна тема в „Посърналият април“ е темата за това как миналото влияе на настоящето.
Романът е преведен на десетки езици.
Според „Ню Йорк Таймс“ „е написан с майсторска семплост“, а според „Уолстрийт джърнъл“ Кадаре е „един от най-силните новелисти на нашето време“.

## Сюжет
Внимание:  Текстът по-долу разкрива сюжета на произведението (или части от него)!
Гьорг Вериша е 26-годишен албанец, който живее на планинското плато. По силата на традициите е принуден да извърши убийство на човека, убил неговия брат. Това го прави следващата жертва в кръвните отмъщения, въпрос на чест според традициите на планинците в Албания. В търсене на себе си в безсмислието на тази кървава разпра, която продължава столетия, Кадаре търси и отпечатъка на миналото в днешния ден.

## На български език
На български език излиза през 1989 година в превод на Марина Маринова. Излиза като част от сборника „Кой доведе Дорунтина“.